# Episodi di NCIS - Unità anticrimine (ottava stagione)
L'ottava stagione della serie televisiva NCIS - Unità anticrimine è stata trasmessa sul canale statunitense CBS dal 21 settembre 2010 al 17 maggio 2011, ottenendo un'audience media di 19 461 000 telespettatori, risultando così la serie televisiva più seguita della stagione televisiva statunitense.
In Italia la prima parte (episodi 1-10) è stata trasmessa dal 6 marzo al 15 maggio 2011 su Rai 2; la seconda parte (episodi 11-24) è stata invece trasmessa sullo stesso canale dal 18 settembre al 18 dicembre 2011.
L'episodio 17 (L'ultimo colpo) è stato diretto da Michael Weatherly, interprete del protagonista Anthony DiNozzo.
| nº | Titolo originale          | Titolo italiano        | Prima TV USA      | Prima TV Italia   |
| -- | ------------------------- | ---------------------- | ----------------- | ----------------- |
| 1  | Spider and the Fly        | Il ragno e la mosca    | 21 settembre 2010 | 6 marzo 2011      |
| 2  | Worst Nightmare           | L'incubo               | 28 settembre 2010 | 13 marzo 2011     |
| 3  | Short Fuse                | A prova di bomba       | 5 ottobre 2010    | 20 marzo 2011     |
| 4  | Royals and Loyals         | Intrigo internazionale | 12 ottobre 2010   | 27 marzo 2011     |
| 5  | Dead Air                  | Concorrenza            | 19 ottobre 2010   | 3 aprile 2011     |
| 6  | Cracked                   | La formula             | 26 ottobre 2010   | 10 aprile 2011    |
| 7  | Broken Arrow              | Padri e figli          | 9 novembre 2010   | 17 aprile 2011    |
| 8  | Enemies Foreign           | Amici nemici           | 16 novembre 2010  | 1º maggio 2011    |
| 9  | Enemies Domestic          | Vecchi rancori         | 23 novembre 2010  | 8 maggio 2011     |
| 10 | False Witness             | Battuta di caccia      | 14 dicembre 2010  | 15 maggio 2011    |
| 11 | Ships in the Night        | L'eredità              | 11 gennaio 2011   | 18 settembre 2011 |
| 12 | Recruited                 | Ricordi                | 18 gennaio 2011   | 25 settembre 2011 |
| 13 | Freedom                   | Due donne              | 1º febbraio 2011  | 2 ottobre 2011    |
| 14 | A Man Walks into a Bar... | In memoria             | 8 febbraio 2011   | 9 ottobre 2011    |
| 15 | Defiance                  | La sfida               | 15 febbraio 2011  | 16 ottobre 2011   |
| 16 | Kill Screen               | Crittografia           | 22 febbraio 2011  | 23 ottobre 2011   |
| 17 | One Last Score            | L'ultimo colpo         | 1º marzo 2011     | 30 ottobre 2011   |
| 18 | Out of the Frying Pan..   | L'interrogatorio       | 22 marzo 2011     | 6 novembre 2011   |
| 19 | Tell-All                  | Dillo a tutti          | 29 marzo 2011     | 16 novembre 2011  |
| 20 | Two-Faced                 | Conflitti              | 5 aprile 2011     | 20 novembre 2011  |
| 21 | Dead Reflection           | Danno collaterale      | 12 aprile 2011    | 27 novembre 2011  |
| 22 | Baltimore                 | Baltimora              | 3 maggio 2011     | 4 dicembre 2011   |
| 23 | Swan Song                 | Il canto del cigno     | 10 maggio 2011    | 11 dicembre 2011  |
| 24 | Pyramid                   | La piramide            | 17 maggio 2011    | 18 dicembre 2011  |

## Il ragno e la mosca
- Titolo originale: Spider and the Fly
- Diretto da: Dennis Smith
- Scritto da: Gary Glasberg

### Trama
Paloma Reynosa tenta di uccidere Gibbs Senior a Stillwater. Alcuni mesi dopo, la squadra di Gibbs è sparsa per il mondo: McGee è in Canada, a controllare il fronte per possibili incursioni della Reynosa, Ziva è a Miami, perché si pensa che Paloma Reynosa passerà dalla Florida per arrivare in Canada, creando un canale della droga, mentre Tony segue Gibbs a Washington.
Presto si scoprirà che Paloma sta solo giocando al gatto e al topo: in realtà, vuole solo raccogliere informazioni su Gibbs, lasciandogli nello stesso tempo numerosi messaggi di morte, e avvicinandosi progressivamente a casa sua dove suo padre è tenuto sotto protezione. La puntata prosegue tra giochi di potere tra Alejandro Rivera, Gibbs e Paloma finché, grazie ad un astuto piano di Jethro, la puntata avrà un tragico epilogo: Paloma verrà uccisa dal suo stesso fratello, che crede che nella casa ci sia Jethro e non sua sorella. Nella scena finale si vede Vance che archivia la relazione di Abby su Gibbs in un luogo dove nessuno lo troverà, e, mentre si avvia all'uscita, riceve un misterioso SMS da Eli David, direttore del Mossad, su cui c'è scritto "l'ho trovato".
- Ascolti USA: telespettatori 19 410 000 – share 18%[4][5]
- Ascolti Italia: telespettatori 2 719 000 – share 9%[6]

## L'incubo
- Titolo originale: Worst Nightmare
- Diretto da: Tony Wharmby
- Scritto da: Steven Binder

### Trama
Una ragazza viene rapita dalla sua scuola alla base marine di Quantico, e l'NCIS viene chiamata per indagare. Nicholas Mason, il nonno della ragazza scomparsa, complica le cose quando va a consegnare il riscatto senza informare Gibbs ma, non trovando la bambina, uccide uno dei rapitori. La squadra segue una scia di cadaveri che li porta a Mason, il quale si è dimostrato fin troppo abile per essere un semplice assicuratore in pensione. Nel frattempo, tre tirocinanti sono assegnati all'NCIS: Abby è fredda e sospettosa dopo il tentativo del suo ultimo assistente di ucciderla, Palmer si sente inutile dopo aver visto Ducky con la sua stagista, mentre McGee deve fare i conti con un ragazzo che non mostra alcun interesse per il lavoro di detective. Alla fine, l'utilizzo di un elaborato stratagemma permette alla squadra di ingannare il rapitore, facendogli rivelare dove nascondeva la ragazza e arrestandolo.
- Guest star: William Devane (Nicolas Mason)
- Ascolti USA: telespettatori 19 147 000 – share 18%[7]
- Ascolti Italia: telespettatori 2 998 000 – share 9,67%[8]

## A prova di bomba
- Titolo originale: Short Fuse
- Diretto da: Leslie Libman
- Scritto da: Frank Cardea e George Schenck

### Trama
L'NCIS risponde a una chiamata di emergenza dopo che Heather Dempsey, un artificiere della Marina, spara e uccide un intruso in casa sua. Dempsey inizialmente non collabora alle indagini, ma appare sempre più evidente che non era sola al momento dello scontro. Lo sconosciuto si rivela essere un importante funzionario dell'FBI con cui la marine ha una relazione, mentre l'intruso, in realtà, era un assassino venuto ad uccidere uno dei due. Successivamente, la squadra scopre che il fratello di Dempsey è stato colpito e paralizzato da un uomo in una guerra tra bande, che è stato messo in custodia protettiva in cambio della sua testimonianza; utilizzando l'amante, Dempsey riesce a rintracciarlo per vendicarsi, ma Gibbs la fermerà in tempo.
- Ascolti USA: telespettatori 19 807 000 – share 19%[9]
- Ascolti Italia: telespettatori 3 501 000 – share 11,65%[10]

## Intrigo internazionale
- Titolo originale: Royals and Loyals
- Diretto da: Arvin Brown
- Scritto da: Reed Steiner

### Trama
Viene ritrovato il corpo senza vita di un guardiamarina americano. Chiamati ad indagare Gibbs e la sua squadra scopriranno che è stato ucciso a bordo di una nave della Royal Navy. Le complicazioni iniziano con la difficoltà ad accedere alla nave in procinto di salpare al di fuori delle acque americane. Riescono comunque a scoprire che il marine defunto era coinvolto nella consegna di una grande quantità di denaro della CIA, utilizzato per pagare signori della guerra e dittatori in Afghanistan; tuttavia, i soldi sono scomparsi. In un primo momento, il team sospetta che l'ufficiale di collegamento della Royal Navy sia il responsabile, ma presto scoprirà che, in realtà, è un agente MI6, incastrato per il furto. Con il suo aiuto, riusciranno a rintracciare il vero colpevole.
- Ascolti USA: telespettatori 19 200 000 – share 18%[11]
- Ascolti Italia: telespettatori 3 109 000 – share 10,51%[12]

## Concorrenza
- Titolo originale: Dead Air
- Diretto da: Terrence O'Hara
- Scritto da: Christopher Waild

### Trama
La squadra indaga sulla morte di un DJ radiofonico e di un ufficiale di marina che sono stati entrambi uccisi in diretta. Durante la ricerca dell'assassino, scoprono un grande gruppo terroristico nazionale, composto principalmente da proprietari di case benestanti che vivono in un esclusivo quartiere residenziale chiuso per ricchi. I componenti del gruppo credono che l'America dovrebbe spendere più soldi per difendere se stessa, piuttosto che impiegarli in guerre all'estero. Gibbs cerca di arrestare tutti i soci, ma scopre che il gruppo ha piazzato una bomba in una partita di softball frequentato da numerosi politici di alto profilo per destare clamore. La squadra riesce all'ultimo momento ad evacuare la folla prima che la bomba esploda.
- Ascolti USA: telespettatori 19 406 000 – share 19%[13]
- Ascolti Italia: telespettatori 3 058 000 – share 10,80%[14]

## La formula
- Titolo originale: Cracked
- Diretto da: Tony Wharmby
- Scritto da: Nicole Mirante-Matthews

### Trama
Tony e colleghi si occupano dell'omicidio di una scienziata della Marina. Per qualche motivo, Abby sembra essere ossessionata da quest'indagine e McGee, come il resto della squadra, comincia a preoccuparsi di questo interessamento. Nel frattempo, anche Tony conosce le sue disavventure: la sua nuova fiamma, infatti, gli crea non pochi problemi facendolo travestire per Halloween.
- Ascolti USA: telespettatori 20 180 000 – share 19%[15]
- Ascolti Italia: telespettatori 2 785 000 – share 9,9%[16]

## Padri e figli
- Titolo originale: Broken Arrow
- Diretto da: Arvin Brown
- Scritto da: Frank Cardea e George Schenck

### Trama
Quando si verifica un omicidio di un ex comandante della Marina, Gibbs si imbatte in un pezzo di una vecchia bomba nucleare che era stato perso durante la Guerra Fredda, ora ritrovato da una compagnia navale privata che vuole rivenderlo al mercato nero. Dato che la vittima aveva collegamenti con il padre di Tony, lo rintracciano per interrogarlo. Alla fine, con gran fastidio di Tony, Gibbs recluta DiNozzo Senior, il quale, usando i propri contatti, dovrà infiltrarsi in una festa privata a cui parteciperanno alcuni trafficanti d'armi.
- Guest star: Robert Wagner (DiNozzo senior)
- Ascolti USA: telespettatori 19 872 000 – share 19%[17]
- Ascolti Italia: telespettatori 2 697 000 – share 9,65%[18]

## Amici nemici
- Titolo originale: Enemies Foreign
- Diretto da: Dennis Smith
- Scritto da: Jesse Stern

### Trama
Il padre di Ziva, Eli David, è a Washington per partecipare a una conferenza dell'NCIS. Nel frattempo, dei contrabbandieri vengono trovati morti nelle acque dei Caraibi. Si scopre che ad ucciderli sono stati dei terroristi palestinesi che danno la caccia proprio al padre di Ziva e che hanno usato quella nave per entrare clandestinamente negli Stati Uniti. DiNozzo, McGee, Ziva e un paio di agenti del Mossad sono incaricati di proteggere Eli David. L'episodio si conclude con l'apparente fallimento dell'attentato alla conferenza, e con Vance e David che vengono mandati in una casa sicura. Gibbs, tuttavia, non riesce a contattare Hadar via radio.
- Note. Si tratta della prima parte di un episodio doppio.
- Ascolti USA: telespettatori 19 427 000 – share 18%[19]
- Ascolti Italia: telespettatori 3 047 000 – share 11,58%[20]

## Vecchi rancori
- Titolo originale: Enemies Domestic
- Diretto da: Mark Horowitz
- Scritto da: Jesse Stern

### Trama
Gibbs arriva al rifugio segreto, trovandolo semidistrutto; Hadar è morto, Vance è gravemente ferito, mentre Eli risulta disperso. Alla fine, la squadra rintraccia Eli, che si era nascosto per eludere i suoi assassini. Deducono che l'uomo che ha piazzato le bombe sia all'interno dell'NCIS e che, in realtà, voleva uccidere Vance. L'attentatore si rivela essere Riley McCallister, il capo della sezione NCIS di San Diego, poiché, in passato, Vance ed Eli gli hanno rovinato la sua scalata al posto di direttore. McCallister tenta di uccidere Vance dandogli una dose letale di morfina, ma Leon riesce a ferirlo a morte con un coltello. Prima di ritornare in Israele, Eli si riconcilia con Ziva.
- Ascolti USA: telespettatori 18 780 000 [21]
- Ascolti Italia: telespettatori 2 849 000 – share 11%[22]

## Battuta di caccia
- Titolo originale: False Witness
- Diretto da: James Whitmore Jr.
- Scritto da: Steven Binder

### Trama
Il team dell'NCIS indaga sulla sparizione di un sottufficiale di marina che è l'unico testimone in un processo per omicidio. Nel frattempo, Ziva e McGee cercano di scoprire il motivo dello strano comportamento di Tony, il quale ha smesso di citare film, fare scherzi e di fare il cascamorto con le donne, agendo invece in modo impeccabile sul lavoro. Dopo aver ritrovato il sottufficiale, il quale psicanalizza con poco tatto l'intera squadra (figlio unico di due psicologi), scoprono che è stato minacciato di non testimoniare. Alla fine l'imputato, a causa di un'irregolarità nel quadro probatorio, l'assassino viene rilasciato. Il vero colpevole delle minacce era in realtà il fratello della vittima dell'omicidio, il quale intende farsi giustizia da solo e tiene sotto tiro l'omicida, ma la squadra interviene per tentare di impedirglielo. L'omicida, sinceramente pentito per aver ucciso la sorella del ragazzo, chiede all'NCIS di evitare le accuse al giovane in modo da non rovinare la vita anche a lui e si offre di firmare una confessione che lo possa far tornare in prigione, chiudendo così la faccenda. Ziva scopre che una ex di una notte di Tony è stata ricoverata in una clinica per curare la depressione e che DiNozzo si sente in colpa per non averlo capito quando la frequentò. Ziva riesce a convincerlo ad essere quello di sempre perché tutti gli vogliono bene proprio per com'è.
- Ascolti USA: telespettatori 19 868 000[23]
- Ascolti Italia: telespettatori 2 753 000 – share 9,86%[24]

## L'eredità
- Titolo originale: Ships in the Night
- Diretto da: Thomas Wright
- Scritto da: Reed Steiner e Christopher Waild

### Trama
Gibbs, insieme all'agente del Servizio Investigativo della Guardia Costiera (CGIS) Abigail Borin, deve indagare sull'omicidio di un primo tenente dei marines avvenuto durante una cena su uno yacht. La squadra viene a sapere che la vittima era l'erede di un'importante società con contratti milionari con l'esercito, e aveva intenzione di trasformarla in un'organizzazione no profit. Mettendo insieme gli indizi, la squadra scopre che la morte della vittima è stato il risultato di una cospirazione tra la sorella, l'avvocato della famiglia, e il CEO della società nonché zio della vittima e della sorella.
- Ascolti USA: telespettatori 21 930 000[25]
- Ascolti Italia: telespettatori 3 037 000 – share 11,30%[26]

## Ricordi
- Titolo originale: Recruited
- Diretto da: Arvin Brown
- Scritto da: Gary Glasberg

### Trama
Un reclutatore viene ucciso in una scuola superiore, spingendo Gibbs ad indagare. La squadra scopre l'omosessualità del sottufficiale, portando Gibbs a classificare l'omicidio come un crimine razziale. Il predecessore di Ducky presso l'NCIS, il Dr. Magnus (Bob Newhart), si unisce al team. La squadra rintraccia molti sospetti, ma alla fine l'assassino si rivela essere il padre di uno degli studenti di cui il sottufficiale era confidente. Il padre credeva che il sottufficiale volesse una relazione con suo figlio, ma non si era reso conto che stava solo cercando di aiutarlo con la sua omosessualità. Nel frattempo, Magnus rivela il vero motivo della sua visita: egli è affetto dal morbo di Alzheimer e sperava che tornare all'NCIS lo avrebbe aiutato a ritrovare i suoi ricordi. Per aiutare Magnus, Ducky gli dà una raccolta di immagini di tutte le persone che Magnus aveva aiutato durante la sua permanenza all'NCIS.
- Ascolti USA: telespettatori 21 090 000[27]
- Ascolti Italia: telespettatori 2 917 000 – share 10,85%[28]

## Due donne
- Titolo originale: Freedom
- Diretto da: Craig Ross, Jr.
- Scritto da: Nicole Mirante Matthews

### Trama
La squadra indaga sull'omicidio di un marine trovato picchiato a morte nel cortile di casa sua. Scoprono che la moglie Marine veniva pestata regolarmente dal marito senza che lei reagisse mai per amore di suo figlio; inoltre, la vittima aveva una relazione con un'altra donna. Si trovano numerosi sospetti, ma alla fine si scopre che l'assassino è il proprietario di un bar, con cui la moglie del marine aveva avuto una relazione in passato, stanco di vederla maltrattata dal violento marito. Nel frattempo, McGee è vittima di un furto di identità: qualcuno inizia a utilizzare la sua carta di credito per comprare vari oggetti costosi. Tony rintraccia e scopre il ladro: il figlio della padrona di casa di McGee. Il ragazzo dice di aver rubato l'identità di McGee perché vedeva che era troppo noioso e che non si concedeva mai del tempo per godersi la vita. Insieme, Tony e il ragazzo riescono a convincere McGee a andare con loro a comprare videogiochi.
- Ascolti USA: telespettatori 22 850 000[29]
- Ascolti Italia: telespettatori 2 935 000 – share 10,61%[30]

## In memoria
- Titolo originale: A Man Walks into a Bar...
- Diretto da: James Whitmore Jr.
- Scritto da: Gary Glasberg

### Trama
L'NCIS indaga sulla morte di un comandante di una nave militare, trovato morto nella sua stanza, apparentemente ucciso. Nel frattempo, Gibbs e il suo team vengono valutati psicologicamente dalla dottoressa Rachel Cranston che, in seguito, si scoprirà essere la sorella maggiore dell'agente speciale Kate Todd, uccisa al termine della seconda stagione dal terrorista Ari Haswari. Sarà un duro colpo per i nosti agenti, però le indagini devono continuare, infatti si scopre che il comandante si è suicidato, poiché era ormai vicino al pensionamento obbligatorio e non aveva altra vita all'infuori della Marina; così i suoi colleghi avevano mascherato il suicidio in segno di rispetto per lui.
- Ascolti USA: telespettatori 20 350 000[31]
- Ascolti Italia: telespettatori 3 106 000 – share 10,87%[32]

## La sfida
- Titolo originale: Defiance
- Diretto da: George Schenck e Frank Cardea
- Scritto da: Dennis Smith

### Trama
All'NCIS viene assegnato il compito di proteggere la figlia del ministro della difesa di Belgravia, dopo che un attentato alla vita di quest'ultimo viene sventato grazie al sacrificio di un marine. La ragazza sembra prendersi una cotta per McGee, ma viene improvvisamente rapita da due aggressori armati. Furioso per il loro fallimento, Vance ordina alla squadra di ritrovarla entro 48 ore, o McGee e DiNozzo verranno allontanati dall'NCIS. La squadra scopre che Adriana, che è sempre stata in disaccordo con le politiche del padre, ha organizzato il suo rapimento con l'aiuto di un professore universitario e di un suo compagno di studi, per fermare la firma di un trattato tra Stati Uniti e Belgravia. Tuttavia, quest'ultimo diventa avido e decide di tenerla a scopo di estorsione dopo aver ucciso l'insegnante. Fortunatamente, il team è in grado di salvarla, ma non sono in grado di arrestarla per il suo ruolo nel complotto a causa dell'immunità diplomatica.
- Ascolti USA: telespettatori 19 400 000[33]
- Ascolti Italia: telespettatori 3 154 000 – share 10,56%[34]

## Crittografia
- Titolo originale: Kill Screen
- Diretto da: Tony Wharmby
- Scritto da: Steven Kriozere e Steven D. Binder

### Trama
La scoperta di alcuni denti estratti e di dita smembrate in una borsetta appartenenti a un marine costringono l'NCIS a intervenire. Mentre la squadra cerca di rintracciare il killer, un investigatore di una società di sicurezza elettronica viene incaricato di rintracciare la fonte di una serie di attacchi informatici provenienti dai computer dell'NCIS. Questo rende nervoso McGee, poiché è regolarmente entrato illegalmente nei computer del governo su ordine Gibbs per risolvere i vari casi. La squadra riesce a rintracciare Maxine, la fidanzata del marine morto, grande amante dei videogiochi ed esperta di computer. Comincia a prendere in simpatia McGee, anche se lui cerca di mantenere le distanze per via di un oroscopo sfavorevole. Lei racconta di aver casualmente scoperto una sorta di codice cifrato in un MMORPG: si rivela essere un programma in grado di hackerare i firewall del Pentagono, azzerando tutti i dati dei server governativi. La squadra rintraccia il programmatore responsabile, ma viene trovato morto, nelle stesse circostanze del marine. Gibbs e McGee capiscono che l'investigatore arrivato in precedenza è dietro alle uccisioni, dal momento che le notizie di una tale minaccia alla sicurezza americana avrebbero rovinato la sua carriera. Il caso, però, non è chiuso, perché il programma si attiva; fortunatamente, un attimo prima che penetri completamente le difese informatiche del Pentagono, Gibbs lo ferma a modo suo. Più tardi, Dinozzo manipola gli eventi, in modo che McGee cominci ad uscire con Maxine, cosa che gli vale la gratitudine del collega.
- Ascolti USA: telespettatori 21 320 000[35]
- Ascolti Italia: telespettatori 2 980 000 – share 10,14%[36]

## L'ultimo colpo
- Titolo originale: One Last Score
- Diretto da: Michael Weatherly
- Scritto da: Jesse Stern

### Trama
Si scopre che un ex assistente-investigativo dell'NCIS, trovato brutalmente pugnalato a morte, vendeva i dettagli su come rubare in un magazzino pieno di beni preziosi. La squadra apprende che il magazzino contiene oggetti sequestrati a Leona Phelps, un ex ufficiale della Marina condannata per aver truffato migliaia di risparmiatori utilizzando uno schema Ponzi e trasferendo i soldi in conti esteri, non ancora rintracciati dalle autorità e rinchiusa in una prigione più simile a un Country Club che alla galera. Mentre indaga sul magazzino, la squadra scopre che è stato rubato un misterioso oggetto da uno scomparto segreto della scrivania appartenuta all'ex-ufficiale. Per trovare l'assassino, Gibbs fa un patto con quest'ultima promettendole gli arresti domiciliari in cambio della sua identità. Alla fine, si dimostra essere una manovra di Gibbs per attirare fuori il vero assassino, l'ultimo membro di una banda di ladri che ha perso i suoi soldi cercando di riciclarli attraverso conti dell'ufficiale. Questa, una volta arrivata a casa, recupera l'oggetto misterioso, che altro non è che il suo taccuino contenente i conti bancari dove ha nascosto i soldi, e scappa per sfuggire all'assassino, violando così gli arresti domiciliari. Gibbs e Ziva arrivano sul posto, arrestando sia il killer che l'ufficiale e, al tempo stesso, ricevendo le prove di cui avevano bisogno per mandarla in prigione a vita e recuperare il denaro delle vittime, che potranno così vedersi restituiti i propri risparmi. Nel frattempo, causa tagli di bilancio al personale NCIS, la squadra operativa di stanza in Spagna viene trasferita a Washington DC. Tony si infatua subito del leader del nuovo team, un'avvenente donna cui è stato dato l'incarico dopo che Tony lo rifiutò quando Jenny, durante la quarta stagione, glielo offrì..
- Altri interpreti: JoBeth Williams (Leona Phelps)
- Ascolti USA: telespettatori 19 210 000[37]
- Ascolti Italia: telespettatori 2 801 000 – share 9,97%[38]

## L'interrogatorio
- Titolo originale: Out of the Frying Pan...
- Diretto da: Terrence O'Hara
- Scritto da: Reed Steiner e Christopher J. Waild
- Storia di: Leon Carroll, jr

### Trama
Il direttore Vance assegna a Gibbs il caso di un tossicodipendente adolescente accusato di parricidio; tuttavia, il crimine è ormai compiuto da due settimane, e le indagini della polizia sembrano portare alla sua colpevolezza. Le circostanze dell'omicidio lasciano Gibbs perplesso fin dall'inizio: quando l'NCIS comincia a trovare delle incongruenze nelle indagini, crede all'innocenza del ragazzo, aumentando così i contrasti con Vance, amico della vittima. Alla fine viene alla luce la verità: il colpevole è la madre del ragazzo, in quanto il padre non voleva che facesse più parte della vita del figlio (iniziò a drogarsi con i suoi farmaci).
- Ascolti USA: telespettatori 19 460 000[39]
- Ascolti Italia: telespettatori 3 500 000 – share 11,47%[40]

## Dillo a tutti
- Titolo originale: Tell-All
- Diretto da: Kevin Rodney Sullivan
- Scritto da: Andrew Bartels

### Trama
Un messaggio (the bird song) di un ufficiale della Marina deceduto, legato all'Intelligence della Difesa, guida il team di Gibbs alla ricerca di un manoscritto contenente informazioni su un'operazione militare anti-terrorismo. Mentre la squadra indaga, trovano il corpo di un agente dell'FBI assassinato, e scoprono che entrambe le vittime erano coinvolte nella scrittura del libro. Quando dei funzionari dei servizi segreti della Marina cominciano a distruggerne tutte le copie esistenti, Gibbs è costretto a rintracciare l'anonimo autore, il quale permette la cattura del trafficante d'armi che aveva rubato un carico durante la missione, anche se alla fine non risulta essere lui, anzi lei, l'assassino.
- Ascolti USA: telespettatori 18 730 000[41]
- Ascolti Italia: telespettatori 2 405 000 – share 8,15%[42]

## Conflitti
- Titolo originale: Two-Faced
- Diretto da: Thomas J. Wright
- Scritto da: Nicole Mirante-Matthews e Reed Steiner

### Trama
L'assassinio di un marinaio dirotta le attenzioni sul serial killer dei porti, inducendo il direttore Vance a creare una task force composta dalle squadre di Gibbs e dell'agente speciale Barrett, con quest'ultima designata come capo investigatore. Nel frattempo, il team incontra Ray Cruz, il nuovo ragazzo di Ziva. Invece di dare il benvenuto a Ray, Tony lo tratta con freddezza in quanto non ha buoni trascorsi con gli agenti della CIA. L'episodio si conclude con Ziva e DiNozzo in un bar, dove trovano un bulbo oculare umano che galleggia nel gin tonic offerto da un avventore non identificato.
- Ascolti USA: telespettatori 19 400 000[43]
- Ascolti Italia: telespettatori 3 148 000 – share 10,44%[44]

## Danno collaterale
- Titolo originale: Dead Reflection
- Diretto da: William Webb
- Scritto da: George Schneck e Frank Cardea

### Trama
Il team di Gibbs indaga sulla morte di un agente della Marina, il cui omicidio sembra essere stato registrato da una telecamera di sicurezza. Nel frattempo, il team dell'agente Barrett continua a indagare sugli omicidi del killer dei porti. Continua il rapporto tra Tony e l'agente Barrett nonostante la disapprovazione di Gibbs.
- Ascolti USA: telespettatori 19 870 000[45]
- Ascolti Italia: telespettatori 3 319 000 – share 11,31%[46]

## Baltimora
- Titolo originale: Baltimore
- Diretto da: Terrence O'Hara
- Scritto da: Steven D. Binder

### Trama
Il passato di DiNozzo come detective della polizia di Baltimora e le sue origini come agente vengono esplorate quando il suo vecchio partner alla polizia di Baltimora viene trovato morto nella sua abitazione. Il team collega il suo omicidio al killer dei porti, per poi scoprire che l'omicidio era opera di un emulatore che aveva scoperto che il collega di DiNozzo aveva capito che era stato lui a commettere un omicidio molti anni prima, negli anni in cui Tony era un detective della polizia, in un caso durante il quale Gibbs e DiNozzo si conobbero per la prima volta.
- Ascolti USA: telespettatori 17 870 000[47]
- Ascolti Italia: telespettatori 2 899 000 – share 9,49%[48]

## Il canto del cigno
- Titolo originale: Swan Song
- Diretto da: Tony Wharmby
- Scritto da: Jesse Stern

### Trama
L'NCIS viene posto in massima allerta quando viene provato che il killer dei porti si è infiltrato nell'agenzia. Tony capisce che l'uomo cui venne tolto l'occhio non è altro che Trent Kort, il quale rivela la vera identità del killer a Gibbs e DiNozzo. Poco dopo, Mike Franks viene ucciso dallo stesso killer dei porti. Ducky scopre che Franks aveva pochi mesi di vita a causa del cancro ai polmoni, provocato da decenni di sigarette.
- Ascolti USA: telespettatori 17 620 000[49]
- Ascolti Italia: telespettatori 2 905 000 – share 9,81%[50]

## La piramide
- Titolo originale: Pyramid
- Diretto da: Dennis Smith
- Scritto da: Gary Glasberg

### Trama
I team di Gibbs e Barrett continuano la caccia al killer dei porti, che viene infine catturato. Riuscito a fuggire dopo aver preso in ostaggio Jimmy Palmer e l'agente Barrett, il killer si lascia uccidere. Dopo la celebrazione del funerale di Mike Franks, Di Nozzo viene convocato nell'ufficio di Vance, dove il nuovo Segretario della Marina gli affida il compito di indagare su un membro dell'NCIS sospettato di vendere informazioni riservate.
- Ascolti USA: telespettatori 18 620 000[51]